# Chappal Waddi
Chappal Waddi est une montagne et le plus haut sommet du Nigeria qui culmine à 2 419 mètres d'altitude. Il est situé sur le plateau de Mambila, à la frontière camerounaise, et fait partie de la ligne du Cameroun.